# Индустриалес
Индустриалес или «Промышленники» (исп. Industriales) — профессиональный бейсбольный клуб, выступающий с 1962 года в высшем дивизионе Кубы — Кубинской национальной серии. Это одна из команд, которые представляют Гавану в турнире, но при этом имеют поклонников по всей стране. Знаменитое дерби Индустриалес — Сантьяго-де-Куба («Промышленники» являются преемниками другой гаванской команды — Альмендарес) проходит 6 раз за сезон и ведёт свою историю еще со колониальных времён, когда Куба находилась под властью Испании.
Клуб 11 раз становился чемпионом Кубы — в 1963, 1964, 1965, 1966, 1973, 1986, 1992, 1996, 2003, 2004, 2006 и 2010-х годах.
Домашней ареной команды является — Эстадио Латиноамерикано, вмещающий 55 тыс. зрителей
Неофициальные прозвища Индустриалес — los Leones («Львы»), los Azules («Синие») или los Leones Azules («Синие львы»).